# Slaget ved Kadesh
Slaget ved Kadesh var et stort slag mellem den ægyptiske farao Ramses II og hittitterne i 1274 f. Kr..
Gennem mange år var den ægyptiske tilstedeværelse i det nuværende Syrien og Palæstina/Kanaans land blevet svækket. Under farao Seti I begyndte man en generobring af området. Ægypterne nåede helt frem til Kadesh og sluttede en fred med hittitterne. Denne fred var dog ikke langvarig, og området blev delvist tilbageerobret.
Ramses II, søn af Seti I, besluttede at føre krig mod hittitterriget under kong Muwatallis og dennes allierede. Ramses delte sin hær op i fire store grupper og en mindre. Den mindste gruppe skulle sejle til Libanon og gå i land i nærheden af Byblos og derfra marchere mod Kadesh, en fæstning ved Orontes-floden i det nuværende Syrien. De fire store grupper skulle, adskilt med en dagsmarch, marchere gennem ørkenen. Planen var at overraske hittitterkongen, som mentes at opholde sig i fæstningen (det gjorde han ikke). To hærafdelinger var gået over Orontes, da man fra hittitiske agenter fik den fejlagtige oplysning, at hittitterne havde trukket sig tilbage. Kort efter blev den anden ægyptiske hærafdeling angrebet af en stor hittittisk styrke med 1000 stridsvogne og næsten udryddet. Ramses og den første hærafdeling forskansede sig på et bjerg, hvor de blev kraftigt angrebet af den hittittiske hær. Det lykkedes at erobre det meste af lejren, da den hærafdeling, der var sejlet til Libanon, nåede frem og kunne undsætte farao og fordrive de uorganiserede og plyndrende hittitter, der trak sig tilbage til Kadesh. Ægypterne trak sig derpå tilbage og mødtes med de to bagerste hærafdelinger. Ramses lod felttoget fejre som en stor sejr og tog selv æren for egenhændigt at have slået stridsvognene tilbage.